# L'Arrivée de Cléopâtre en Cilicie
L'Arrivée de Cléopâtre en Cilicie (The Arrival of Cleopatra in Cilicia), connue aussi comme Le Triomphe de Cléopâtre (The Triumph of Cleopatra) est une huile sur toile de William Etty présentée en 1821 et conservée à la Lady Lever Art Gallery, près de Liverpool.
Le tableau illustre une scène des Vies parallèles des hommes illustres de Plutarque et d'Antoine et Cléopâtre de Shakespeare où Cléopâtre, reine d'Égypte, se rend à Tarse en Cilicie à bord d'un navire pour nouer une alliance avec le général romain Marc Antoine.